# Atabeg
Atabeg (tur. atabey ili perz. atabak: ata + bey/bak; „otac” + „gospodar”) je naslov turkijskog podrijetla koja se počekom 2. tisućljeća koristila za monarhijske namjesnike. Najranija upotreba ovog naslova bilježi se tijekom ranog seldžučkog razdoblja, a kasnije su je koristili i vladari Gruzijskog kraljevstva i mamelučkog Egipta, te armenski plemići.

## Dinastije atabega
- Ahmadili, atabegovi iz Marage (kumanskog-kurdskog; turkijsko-iranskog podrijetla)
- Ildiguzidi, atabegovi iz Azarbajdžana (kumanskog turkijskog podrijetla)
- Salguridi, atabegovi iz Farsa (oguskog turkijskog podrijetla)
- Hazaraspidi, atabegovi iz Luristana (iranskog podrijetla)
- atabegovi iz Jazda (iranskog podrijetla)
- Zengidi, atabegovi iz Mosula (turkijskog podrijetla)

## Poveznice
- Beg
- Beglerbeg

## Vanjske poveznice
- (engl.) Atabeg. Encyclopædia Britannica. 2011. Pristupljeno 27. siječnja 2011.
- (engl.) Cahen, Claude. 15. prosinca 1987. Atābak. Encyclopedia Iranica. New York. Inačica izvorne stranice arhivirana 8. prosinca 2010. Pristupljeno 27. siječnja 2011.